# Stelis synsepala
Stelis synsepala är en orkidéart som beskrevs av Célestin Alfred Cogniaux. Stelis synsepala ingår i släktet Stelis och familjen orkidéer. Inga underarter finns listade i Catalogue of Life.